# 表見的権限
表見的権限（ひょうけんてきけんげん、英: apparent authority）とは、英米法において、合理的な判断能力をもつ人から見て、ある者の行為が代理権の欠缺あるいは代理権の範囲外の行使であるにもかかわらず代理人として権限を行使しているような外観を持つ場合のこと。つまり表見的権限には全く権限がない場合と権限踰越の場合の双方を含む。

## 責任
表見的権限にあたる場合には本人がその行為について責任を負わなければならず、実際の代理権の欠如は抗弁とならない。
米国の模範会社法やデラウェア会社法は役員の名称（肩書）を会社の自治に委ねているが、これは表見的権限をめぐる紛争や任意に置かれている役職との混同などの問題が生じるのを避けるためといわれている。したがって、会社役員の肩書だけで権限の範囲を明確にすることはできず具体的問題ごとに判断する必要がある。